# تپه قلعه گردن هیر
تپه قلعه گردن هیر مربوط به هزاره اول است و در شهرستان قزوین، بخش رودبار شهرستان، روستای هیر واقع شده و این اثر در تاریخ ۲۵ اسفند ۱۳۷۹ با شمارهٔ ثبت ۳۱۱۷ به‌عنوان یکی از آثار ملی ایران به ثبت رسیده است.